# Резолюция Совета Безопасности ООН 1860
Резолюция Совета Безопасности ООН 1860 была принята 8 января 2009 года, ссылаясь на резолюции 242 (1967), 338 (1973), 1397 (2002), 1515 (2003) и 1850 (2008) по палестино-израильскому конфликту. Призывала к немедленному прекращению огня в Газе после 13 дней боевых действий между Израилем и ХАМАСом.
В конечном итоге резолюция не имела успеха, поскольку Израиль и ХАМАС проигнорировали ее, и боевые действия продолжались.

## Подробности
Резолюция призывает к «немедленному прекращению огня в секторе Газа, ведущему к полному выводу войск Израиля, беспрепятственному обеспечению через сектор продовольствия, топлива и медицинской помощи, а также к активизации международных мер по предотвращению контрабанды оружия и боеприпасов». Все члены подчеркнули важность «немедленного и длительного прекращения огня».

## Голосование
Резолюция была единогласно принята 14 голосами «за» и одним воздержанием от США.
Объясняя свое воздержание, госсекретарь США Кондолиза Райс заявила, что США хотели сначала увидеть результаты египетских мирных усилий, но позволили принять резолюцию, потому что это был шаг в правильном направлении. Позже выяснилось, что воздержание было осуществлено по приказу президента США Джорджа Буша. Премьер-министр Израиля Эхуд Ольмерт заявил, что Буш действовал по его совету.

## Влияние и правоприменения
Статус Израиля как государства-члена Организации Объединенных Наций означает, что он обязан в соответствии со статьей 25 Устава Организации Объединенных Наций «согласовывать, принимать и выполнять решения Совета Безопасности».

## Реакция

### Израиль
В заявлении, опубликованном сразу после заседания кабинета министров Израиля 9 января, правительство заявило, что не примет резолюцию ООН, заявив, что «ЦАХАЛ будет продолжать действовать для достижения целей операции – добиться изменения в ситуация с безопасностью на юге страны — это в соответствии с планами, которые были утверждены при начале операции». Кроме того, премьер-министр Израиля Эхуд Ольмерт назвал резолюцию «неработоспособной» из-за продолжающихся ракетных обстрелов со стороны ХАМАС.

### ХАМАС
В тот же день Айман Таха, представитель ХАМАС в Газе, заявил: «Хотя мы являемся главными действующими лицами на местах в Газе, с нами не консультировались по поводу этой резолюции, и они не приняли во внимание наше видение и интересы нашего народа».